# Júlio Botelho
Júlio Botelho, más conocido como Julinho (São Paulo, 29 de julio de 1929-São Paulo, 11 de enero de 2003), fue un futbolista brasileño que jugaba como delantero. 
En su trayectoria (1951-1967), jugó por 3 equipos brasileños (Portuguesa, Fluminense y Palmeiras) y 1 italiano (Fiorentina, en el que fue decisivo para la conquista del primer scudetto de los viola en 1956).
Participó en la Copa Mundial de Fútbol de 1954 en Suiza por la selección brasileña, marcando dos goles.

## Selección nacional
Ha sido internacional con la Selección de fútbol de Brasil en 27 oportunidades llegando a marcar 13 goles. 

### Participaciones en Copas del Mundo
| Mundial                        | Sede  | Resultado        | Partidos | Goles |
| ------------------------------ | ----- | ---------------- | -------- | ----- |
| Copa Mundial de Fútbol de 1954 | Suiza | Cuartos de final | 3        | 2     |

### Participaciones en Copa América
| Copa América                 | Sede | Resultado  | Partidos | Goles |
| ---------------------------- | ---- | ---------- | -------- | ----- |
| Campeonato Sudamericano 1953 | Perú | Subcampeón | 6        | 5     |

## Clubes
| Club       | País   | Año       |
| ---------- | ------ | --------- |
| Portuguesa | Brasil | 1951-1953 |
| Fluminense | Brasil | 1954      |
| Portuguesa | Brasil | 1955      |
| Fiorentina | Italia | 1955-1958 |
| Palmeiras  | Brasil | 1958-1967 |

- Datos: Q523520
- Multimedia: Julinho Botelho / Q523520